# Walter Bender
Walter Bender (Boston, 1956) es tecnólogo e investigador que ha hecho importantes contribuciones en el campo de la publicación electrónica, los medios y la tecnología para el aprendizaje. Bender es licenciado como un investigador científico sénior en el MIT Media Lab el cual dirigió como director ejecutivo entre 2000 y 2006. Más recientemente, Bender se desempeñó como presidente de la OLPC donde coordinó el desarrollo de software y contenidos, incluyendo la interfaz de Sugar para la OLPC XO-1.

## Biografía
Walter Bender obtuvo una Licenciatura en Artes de la Universidad de Harvard en 1977 y una maestría en Ciencias de MIT en 1980. Desde hace más de 20 años, Bender fue jefe de Electronic Publishing Group del MIT Media Lab. El grupo de investigación de publicaciones electrónicas fue iniciada cuando Bender se unió al grupo de máquinas Arquitectura (el precursor del Media Lab) en 1978. El grupo de investigación es uno de los más antiguos del Media Lab y uno de los pocos que es anterior a la creación del laboratorio.
La investigación de Bender ha tratado de basarse en los estilos interactivos asociados a los medios de comunicación existentes y extenderlos en dominios en que un equipo se incorpora en la interacción. Ha participado en gran parte de la investigación pionera en el campo de la publicación electrónica, y personalizado, multimedia interactivos, especialmente incluyendo noticias.
Entre 2000 y 2006, Bender se desempeñó como director ejecutivo del Media Lab del MIT. Él es un extitular de la cátedra Alexander W. Dreyfoos en el MIT Media Lab.
Bender tomó una licencia para ausentarse de la Media Lab para trabajar en One Laptop per Child como presidente de esa organización para Software y Contenido. En este papel, Bender supervisó y ayudó a muchos de los aspectos más innovadores de la OLPC XO-1, incluyendo la interfaz gráfica Sugar. Después de salir de OLPC en 2008, Bender fundó Sugar Labs para continuar el desarrollo de Sugar.